# OK Liga Plata 2019-20
La OK Liga Plata 2019-20 es la 51.ª edición del torneo de segundo nivel del campeonato español de hockey sobre patines. Está organizada por la Real Federación Española de Patinaje.

## Equipos participantes

### Grupo Norte
- Hockey Club Liceo B
- Club Patí Vilafranca
- Oviedo Booling Club
- CE Arenys de Munt
- Hockey Club Alpicat
- Club A.A. Dominicos
- Club Patí Manlleu
- Club Patí Tordera
- Club Hoquei Mataró
- Club Patines Compañía de María
- Club Patí Vilanova
- Real Club Jolaseta

### Grupo Sur
- Hockey Club Burguillos
- Club Deportivo Santa María del Pilar
- Club Hockey Patí Sant Feliu
- Club Patín Las Rozas
- Hockey Club Sant Just
- Patí Hockey Club Sant Cugat
- Pas Alcoi
- Shum
- Club Patines Rivas H20
- Club Patín Alcobendas
- CE Vendrell
- Fútbol Club Barcelona B

## Clasificación

### Grupo Norte
| | Equipo                           | Puntos | J  | G  | E | P  | GF | GC | DG  |
| --- | -------------------------------- | ------ | -- | -- | - | -- | -- | -- | --- |
| 1 | Club Hoquei Mataró               | 30     | 16 | 10 | 0 | 6  | 68 | 39 | 29  |
| 2 | Club Patí Manlleu Embotits Solà  | 30     | 16 | 9  | 3 | 4  | 66 | 41 | 25  |
| 3 | Digittecnic Club Patí Vilafranca | 29     | 16 | 8  | 5 | 3  | 54 | 36 | 18  |
| 4 | Club Patines Compañía de María   | 28     | 16 | 8  | 4 | 4  | 60 | 44 | 16  |
| 5 | CE Arenys de Munt                | 27     | 16 | 8  | 3 | 5  | 49 | 34 | 15  |
| 6 | Hockey Club Alpicat              | 26     | 16 | 8  | 2 | 6  | 59 | 57 | 2   |
| 7 | Deportivo Liceo B                | 21     | 16 | 6  | 3 | 7  | 46 | 57 | -11 |
| 8 | Club A. A. Dominicos             | 20     | 16 | 6  | 2 | 8  | 56 | 70 | -14 |
| 9 | Club Patí Tordera                | 19     | 16 | 6  | 1 | 9  | 51 | 63 | -12 |
| 10 | Club Patí Vilanova               | 17     | 16 | 5  | 2 | 9  | 45 | 64 | -19 |
| 11 | Oviedo Booling Club              | 14     | 16 | 4  | 2 | 10 | 46 | 74 | -28 |
| 12 | Real Club Jolaseta               | 13     | 16 | 4  | 1 | 11 | 38 | 59 | -21 |
| Fuente: Federación Española de Patinaje: Clasificación de la OK Liga Plata de hockey sobre patines - Grupo Norte; actualización automática |                                  |        |    |    |   |    |    |    |     |

### Grupo Sur
| | Equipo                               | Puntos | J  | G  | E | P  | GF | GC | DG  |
| --- | ------------------------------------ | ------ | -- | -- | - | -- | -- | -- | --- |
| 1 | CE Vendrell                          | 39     | 16 | 12 | 3 | 1  | 72 | 36 | 36  |
| 2 | Pas Alcoi                            | 36     | 16 | 11 | 3 | 2  | 81 | 42 | 39  |
| 3 | Patí Hockey Club Sant Cugat          | 32     | 16 | 10 | 2 | 4  | 79 | 44 | 35  |
| 4 | Fútbol Club Barcelona B              | 30     | 16 | 9  | 3 | 4  | 50 | 36 | 14  |
| 5 | Shum Frit-Ravich                     | 30     | 16 | 9  | 3 | 4  | 51 | 44 | 7   |
| 6 | Club Patín Alcobendas                | 26     | 16 | 8  | 2 | 6  | 57 | 44 | 13  |
| 7 | Hockey Club Sant Just                | 24     | 16 | 7  | 3 | 6  | 54 | 44 | 10  |
| 8 | Club Hockey Patí Sant Feliu          | 20     | 17 | 6  | 2 | 9  | 74 | 71 | 3   |
| 9 | Club Deportivo Santa María del Pilar | 13     | 16 | 4  | 1 | 11 | 46 | 71 | -25 |
| 10 | Club Patines Rivas H20               | 13     | 16 | 3  | 4 | 9  | 35 | 60 | -25 |
| 11 | Club Patines Las Rozas               | 10     | 17 | 3  | 1 | 13 | 29 | 68 | -39 |
| 12 | Hockey Club Burguillos Extremadura   | 4      | 16 | 1  | 1 | 14 | 25 | 93 | -68 |
| Fuente: Federación Española de Patinaje: Clasificación de la OK Liga Plata de hockey sobre patines - Grupo Sur; actualización automática |                                      |        |    |    |   |    |    |    |     |

- Datos: Q67206458